# Chūkadon

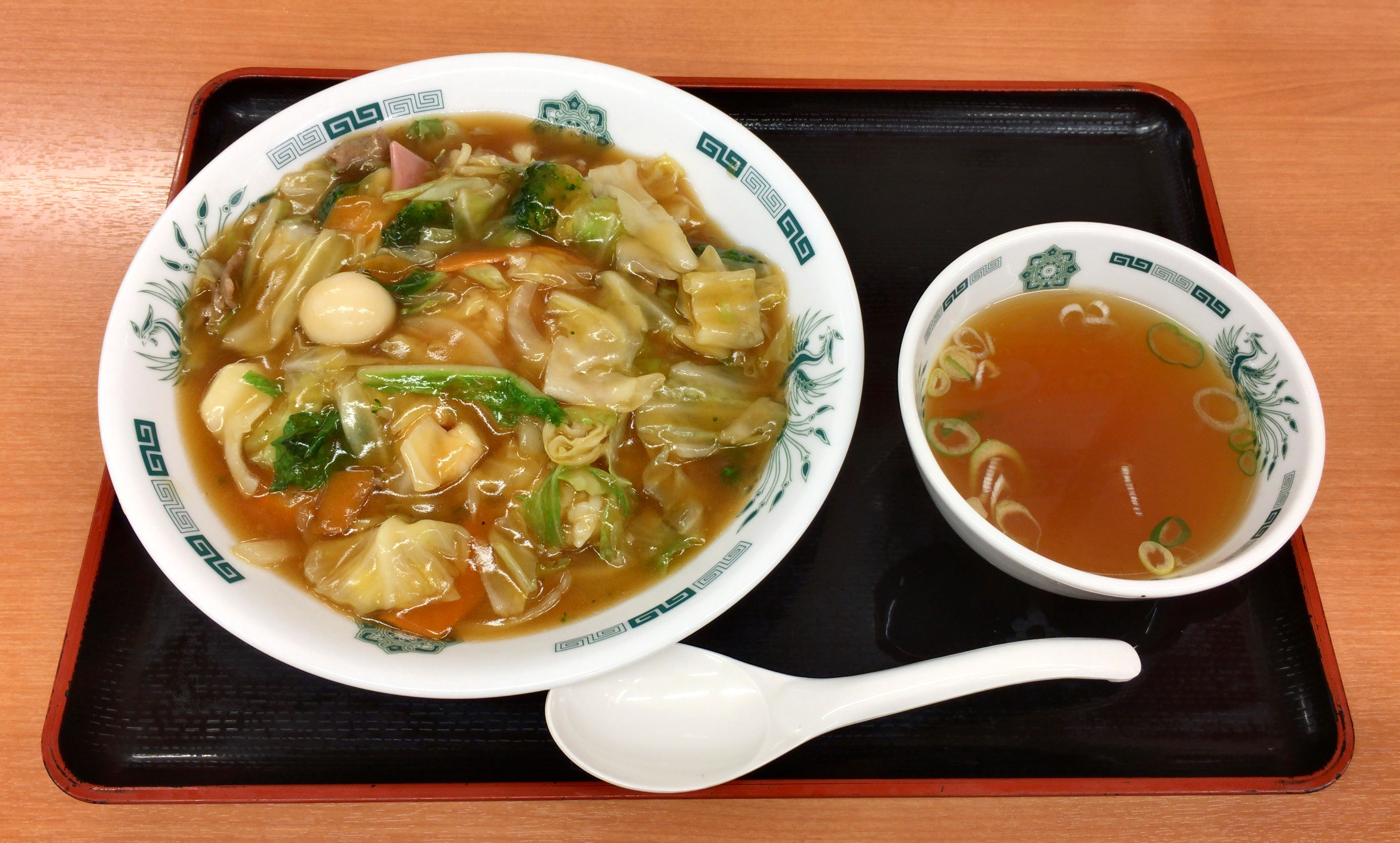
Chūkadon

Chūkadon (中華丼 (Trung Hoa đảm)) là một món ăn nhanh của Nhật. Nó bao gồm cơm cùng với rau củ, hành tây, nấm, và một lát thịt mỏng ở trên. Có nghĩa đen là "Cơm tô Trung Quốc", nó được lấy cảm hứng bởi ẩm thực Trung Quốc. Nó là một loại donburi.